# Radiația talamică posterioară
Radiația talamică posterioară (Radiatio thalamica posterior) sau pedunculul talamic posterior,  pedunculul talamic caudal este un grup de fibre nervoase aflate în partea retrolenticulară a capsulei interne care conectează nucleii din partea posterioară a talamusului, pulvinarul și corpul geniculat lateral cu cortexul lobilor occipital și parietal.
Constă în principal din fibrele ascendente ale radiații optice (Gratiolet) de la corpul geniculat lateral spre cortexul vizual din lobul occipital (cortexul striat sau calcarin, aria 17 Brodmann). Alte fibre ascendente sunt fibrele talamocorticale de la alte nuclee talamice (partea posterioară a talamusului), inclusiv nucleii pulvinarului spre lobii occipital (fibre talamooccipitale) și parietal (fibre talamoparietale). Fibrele corticotalamice (occipitotalamice) descendente sunt, de asemenea, prezente în radiațiile talamice posterioare.